# Giải vô địch bóng đá U-14 nữ châu Á
Giải vô địch bóng đá khu vực nữ U-14 châu Á (tên tiếng Anh: AFC U-14 Girls' Regional Championship) là giải bóng đá nữ dưới 14 tuổi của các quốc gia Châu Á. Giải đấu này được tổ chức bởi Liên đoàn bóng đá châu Á một năm một lần và tổ chức ở 4 khu vực châu Á.

## Thể thức
Giải đấu năm là giải đấu đầu tiên được tổ chức ở 4 khu vực. Mỗi khu vực có một nhà vô địch riêng sau khi giành chiến thắng ở trận chung kết cuối cùng.

## Các kết quả
| 2015 | Tây Á          | Bahrain           | · Jordan            | 4   | · UAE               | · Palestine    | 4              | · Bahrain           |
| 2015 | Nam và Trung Á | Nepal             | · Bangladesh        | 1–0 | · Nepal             | Ấn Độ và Iran3 | Ấn Độ và Iran3 | Ấn Độ và Iran3      |
| 2015 | Đông Nam Á     | Việt Nam          | · Việt Nam          | 2–1 | · Thái Lan          | · Myanmar      | 6–2            | · Malaysia          |
| 2015 | Đông Á         | Trung Hoa Đài Bắc | · CHDCND Triều Tiên | 2–0 | · Đài Bắc Trung Hoa | · Nhật Bản     | 4–1            | · Hàn Quốc          |
| 2016 | Tây Á          | Jordan            | · Jordan            | 4   | · Bahrain           | · UAE          | 4              | · Palestine         |
| 2016 | Nam và Trung Á | Tajikistan        | · Bangladesh        | 4–0 | · Ấn Độ             | Iran           | 7–0            | Tajikistan          |
| 2016 | Đông Á         | Trung Quốc        | · CHDCND Triều Tiên | 3–0 | · Nhật Bản          | · Hàn Quốc     | 4–2            | · Đài Bắc Trung Hoa |
| 2016 | Đông Nam Á     | Lào               | · Thái Lan          | 1–0 | · Philippines       | · Việt Nam     | 2–1            | · Myanmar           |